# Volby do Zastupitelstva Pardubického kraje 2024
Volby do Zastupitelstva Pardubického kraje v roce 2024 se konaly v pátek 20. září a v sobotu 21. září 2024 jako součást celostátních krajských voleb v roce 2024.

## Pozadí
Ve volbách v roce 2020 zvítězilo hnutí ANO s 19,61 % hlasů. Do zastupitelstva se dostalo dalších pět subjektů. Po volbách se na koalici dohodli zástupci koalice „3PK – Pro prosperující Pardubický kraj“ (tj. ČSSD a SproK), koalice ODS a TOP 09, subjektu „Koalice pro Pardubický kraj“ (tj. KDU-ČSL, SNK ED a NK) a hnutí STAN. Hejtmanem byl opět zvolen Martin Netolický z ČSSD.
|              |         |          |         |
| Subjekt      | Subjekt | % (2020) | Mandáty |
| Koalice (27) |         |          |         |
|              | SOCDEM  | 14,76    | 5/45    |
|              | SproK   | 14,76    | 3/45    |
|              | ODS     | 14,10    | 6/45    |
|              | TOP 09  | 14,10    | 2/45    |
|              | KDU-ČSL | 13,41    | 4/45    |
|              | SNK ED  | 13,41    | 2/45    |
|              | NK      | 13,41    | 1/45    |
|              | STAN    | 7,90     | 4/45    |
| Opozice (18) |         |          |         |
|              | ANO     | 19,61    | 11/45   |
|              | Piráti  | 12,68    | 7/45    |

## Kandidující subjekty
| Číslo | Subjekt | Subjekt                                            | Typ              | Fotografie | Kandidát na hejtmana | Poznámky                                                                                             |
| ----- | ------- | -------------------------------------------------- | ---------------- | ---------- | -------------------- | --- |
| 6     |         | STAČILO! (KSČM, ČSNS, ČSSD)                        | koalice          |            | Jan Foldyna          | osoba samostatně výdělečně činná                                                                     |
| 7     |         | SPD, Trikolora a PRO                               | koalice          |            | Marcel Dlask         | poslanec, zastupitel města Chvaletice                                                                |
| 12    |         | NAŠE PARDUBICE – Nechme kraj rozkvést              | koalice          |            | Filip Sedlák         | zastupitel města Pardubic, trenér atletiky, protikorupční aktivista                                  |
| 15    |         | DSZ – ZA PRÁVA ZVÍŘAT                              | politická strana |            | Jana Johanidesová    | ochránkyně zvířat, členka Animal Rescue, Help Animals, Tlapky v nouzi, Pomáhej zvířatům, Adoptuj psa |
| 21    |         | Česká pirátská strana                              | politická strana |            | Daniel Lebduška      | výkonný ředitel firmy, zastupitel Pardubického kraje, radní města Chrudim                            |
| 23    |         | REFERENDUM – Hlas Lidu                             | politické hnutí  |            | Julius Gergö         | zámečník                                                                                             |
| 39    |         | ANO 2011                                           | politické hnutí  |            | Dušan Salfický       | sportovní manažer, zastupitel města Pardubice                                                        |
| 49    |         | Koalice pro Pardubický kraj                        | koalice          |            | Pavel Šotola         | radní Pardubického kraje                                                                             |
| 56    |         | ODS a TOP 09                                       | koalice          |            | Ladislav Valtr       | krajský radní pro regionální rozvoj a inovace                                                        |
| 61    |         | STAROSTOVÉ A NEZÁVISLÍ                             | politické hnutí  |            | Michaela Matoušková  | náměstkyně hejtmana Pardubického kraje, starostka obce Řečany nad Labem, ekonomka                    |
| 76    |         | Švýcarská demokracie (www.svycarska-demokracie.cz) | politické hnutí  |            | Miroslav Zich        | ošetřovatel                                                                                          |
| 92    |         | 3PK – Pro prosperující Pardubický kraj             | koalice          |            | Martin Netolický     | hejtman Pardubického kraje, vysokoškolský učitel, právník, člen SKI KLUBU Česká Třebová              |